# Alte Maße und Gewichte (Griechenland)
Mit einem Gesetz vom 28. September 1836 wurde ein neues System für Maße und Gewichte eingeführt. Man richtete sich nach dem französischen Maß- und Gewicht-System. Den neuen Maßen wurde bei gleichnamigen alten Einheiten zur Unterscheidung „königlich“ hinzugefügt.

## Längenmaße
Palmen entsprachen Dezimeter, Zoll war Zentimeter und Linien waren die Millimeter.
- 1 königliche Piki/Elle = 1 Französischer Meter
- 1 Piki = 10 Palmen = 100 Zoll = 1000 Linien
- 1 Piki = 1,5432 alte kleine Piki = 1,4948 alte große Piki
- 1 königliches Stadion = 1000 Piki
- 1 griechische Meile = 10 königliche Stadien.
- 1 Hamma = 40 Ellen[1]

## Volumenmaße
Kotylis war Deziliter und Mistra Zentiliter. Der Kubus galt als die kleine Maßeinheit Milliliter.
- 1 Litra (= dem Französischen Liter) = 10 Kotylis = 100 Mistra = 1000 Kubus
- 1 königlicher  Kilo = 100 Liter

## Gewichtsmaße
Obolis war das Dezigramm und Gran das Zentigramm.
- 1 königliche Drachme (=französischen Gramm) = 10 Obolis = 100 Gran
- 1 königliche Mine = 1500 Drachmen = 1 ½ französische Kilogramm
- 1 ((Schiffs)Tonne) = 10 Talente = 1000 Minen